# سی و هشتمین دوره جوایز بفتا
سی و هشتمین دوره جوایز بفتا (به انگلیسی: 38st British Academy Film Awards) در سال ۱۹۸۵ به افتخار فیلم ۱۹۸۴ در لندن برگزار شد.

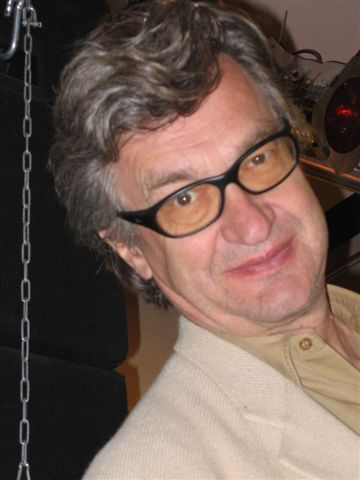
ویم وندرس، برنده بهترین کارگردانی

هاینگ اس. انگور، برنده بهترین بازیگر نقش اول مرد

مگی اسمیت، برنده بهترین بازیگر نقش اول زن

دنهلم الیوت، برنده بهترین بازیگر نقش مکمل مرد

## بهترین فیلم
میدان‌های کشتار (فیلم)
- پاریس، تگزاس (فیلم)
- A Private Function
- متصدی لباس (فیلم)

## بهترین بازیگر نقش اول مرد
هاینگ اس. انگور برای فیلم میدان‌های کشتار (فیلم)
- سام واترستون برای فیلم میدان‌های کشتار (فیلم)
- آلبرت فینی برای فیلم متصدی لباس (فیلم)
- تام کورتنی برای فیلم متصدی لباس (فیلم)

## بهترین بازیگر نقش اول زن
مگی اسمیت برای فیلم A Private Function
- هلن میرن برای فیلم Cal
- مریل استریپ برای فیلم سیلکوود
- شرلی مک‌لین برای فیلم شرایط مهرورزی

## بهترین بازیگر نقش مکمل مرد
دنهلم الیوت برای فیلم A Private Function
- Michael Elphick برای فیلم Gorky Park
- ایان هولم برای فیلم گری‌ستوک: افسانه تارزان، ارباب گوریل‌ها
- رالف ریچاردسون برای فیلم گری‌ستوک: افسانه تارزان، ارباب گوریل‌ها

## بهترین بازیگر نقش مکمل زن
لیز اسمیت برای فیلم A Private Function
- آیلین اتکینز برای فیلم متصدی لباس (فیلم)
- تیوزدی ولد برای فیلم روزی روزگاری در آمریکا
- شر (خواننده) برای فیلم سیلکوود

## بهترین کارگردانی
ویم وندرس برای فیلم پاریس، تگزاس (فیلم)
- پیتر یاتز برای فیلم متصدی لباس (فیلم)
- رولند جافه برای فیلم میدان‌های کشتار (فیلم)
- سرجو لئونه برای فیلم روزی روزگاری در آمریکا

## بهترین فیلم نامه ارجینال
برادوی دنی رز - وودی آلن
- اندوه شدید (فیلم) - لارنس کاسدان
- Comfort and Joy - بیل فورسیت
- A Private Function - الن بنت

## بهترین فیلم‌نامه تطبیق یافته
میدان‌های کشتار (فیلم)
- Another Country
- متصدی لباس (فیلم) - رونالد هاروود
- پاریس، تگزاس (فیلم) - سام شپارد

## بهترین فیلم نامه
میدان‌های کشتار (فیلم) - کریس منجس
- ایندیانا جونز و معبد مرگ - داگلاس اسلوکام
- گری‌ستوک: افسانه تارزان، ارباب گوریل‌ها - جان آلکات
- روزی روزگاری در آمریکا

## بهترین تدوین
میدان‌های کشتار (فیلم)
- زیر آتش (فیلم)
- ایندیانا جونز و معبد مرگ
- Another Country

## بهترین طراحی تولید
میدان‌های کشتار (فیلم)
- گری‌ستوک: افسانه تارزان، ارباب گوریل‌ها
- هزار و نهصد و هشتاد و چهار (فیلم)
- The Company of Wolves - Anton Furst

## بهترین طراحی لباس
روزی روزگاری در آمریکا
- The Company of Wolves - Elizabeth Weller
- بوستونی‌ها
- در جستجوی زمان ازدست‌رفته (فیلم)

## بهترین طراحی مو و آرایش
گری‌ستوک: افسانه تارزان، ارباب گوریل‌ها
- میدان‌های کشتار (فیلم)
- متصدی لباس (فیلم)
- The Company of Wolves - Jane Royle & Christopher Tucker

## بهترین صدا
میدان‌های کشتار (فیلم)
- کارمن (فیلم ۱۹۸۳)
- گری‌ستوک: افسانه تارزان، ارباب گوریل‌ها
- ایندیانا جونز و معبد مرگ

## بهترین جلوه‌های ویژه
ایندیانا جونز و معبد مرگ
- شکارچیان روح
- The Company of Wolves - Christopher Tucker, Alan Whibley
- The Killing Fields - Fred Cramer